# 胡才
胡 才（こ さい、生没年不詳）は、中国後漢時代末期の武将。

## 正史の事跡
| 姓名         | 胡才                                    |
| 時代         | 後漢時代                                |
| 生没年       | 〔不詳〕                                |
| 字・別号     | 〔不詳〕                                |
| 出身地       | 〔不詳〕                                |
| 職官         | 〔白波軍指揮官〕 →征西将軍（征東将軍?） |
| 爵位・号等   | -                                       |
| 陣営・所属等 | 〔独立勢力〕→楊奉 →〔独立勢力〕         |
| 家族・一族   | 〔不詳〕                                |

最初は、李楽・韓暹と共に河東白波軍（白波賊）の指揮官（頭目）であった。なお、李傕配下の楊奉も、元は白波軍の同僚である。
興平2年（195年）、 李傕・郭汜の乱の影響で、献帝が長安を脱出して洛陽に向かった際、董承・楊奉は白波軍を護衛として招請した。胡才も、李楽・韓暹と共にこれに応じ、李傕・郭汜の追撃から献帝を護衛した。洛陽への途上で、献帝が安邑を仮の都と定めた際には、胡才は将軍に任命されている（『後漢書』董卓列伝によれば征東将軍、『三国志』董卓伝によれば征西将軍。後者によると、韓暹が征東将軍に任命されている）。建安元年（196年）7月、献帝は洛陽に入城した。
しかし献帝の洛陽入城後に、胡才は李楽と共に河東へ引き返した。河東に引き返した後、胡才は怨恨が元で殺害された。
小説『三国志演義』でも史実同様に、胡才は楊奉の招請に応じて献帝を護衛している。しかし、洛陽へ向かう途中に李傕・郭汜の追撃を受け、戦死してしまっている。